# Tratado de Cooperação Amazônica
O Tratado de Cooperação Amazônica (TCA), celebrado em Brasília, Brasil, em 3 de julho de 1978, pelos oito países amazônicos (Bolívia, Brasil, Colômbia, Equador, Guiana, Peru, Suriname e Venezuela), é um instrumento jurídico de natureza técnica que tem por objetivo promover o desenvolvimento harmonioso e integrado da bacia amazônica, de maneira a permitir a elevação do nível de vida dos povos daqueles países, a plena integração da região amazônica às suas respectivas economias nacionais, a troca de experiências quanto ao desenvolvimento regional e o crescimento econômico com preservação do meio-ambiente .
Para tanto, o tratado prevê a cooperação entre os membros para a promoção da pesquisa científica e tecnológica, a utilização racional dos recursos naturais, a criação de uma infraestrutura de transportes e comunicações, o fomento do comércio entre populações limítrofes e a preservação de bens culturais .
Em 1995, os Ministros do Exterior dos países-membros, reunidos em Lima, Peru, acordaram criar a Organização do Tratado de Cooperação Amazônica (OTCA), de modo a fortalecer institucionalmente o TCA e dar-lhe personalidade internacional. A emenda ao tratado foi aprovada em Caracas, Venezuela, em 1998, permitindo o estabelecimento da Secretaria Permanente da OTCA em Brasília.